# Hypnum obtusatum
Hypnum obtusatum là một loài Rêu trong họ Hypnaceae. Loài này được Wahlenb. mô tả khoa học đầu tiên năm 1812.